# Olga Quesada
Olga Quesada Domínguez es una deportista cubana que compitió en judo. Ganó dos medallas en el Campeonato Panamericano de Judo de 1985, oro en la categoría abierta y plata en +72 kg.

## Palmarés internacional
| Campeonato Panamericano | Campeonato Panamericano | Campeonato Panamericano | Campeonato Panamericano |
| Año                     | Lugar                   | Medalla                 | Categoría               |
| ----------------------- | ----------------------- | ----------------------- | ----------------------- |
| 1985                    | La Habana (Cuba)        | Medalla de oro          | Abierta                 |
| 1985                    | La Habana (Cuba)        | Medalla de plata        | +72 kg                  |